# Лейксайд (Вісконсин)
Лейксайд (англ. Lakeside) — місто (англ. town) в США, в окрузі Дуглас штату Вісконсин. Населення — 681 особа (2020).

## Демографія
Згідно з переписом 2010 року, у місті мешкали 693 особи в 259 домогосподарствах у складі 190 родин. Було 316 помешкань
Расовий склад населення:
| - 96,5 % — білих - 0,6 % — корінних американців - 0,3 % — чорних або афроамериканців - 0,3 % — азіатів |

До двох чи більше рас належало 1,6 %. Частка іспаномовних становила 2,5 % від усіх жителів.
За віковим діапазоном населення розподілялося таким чином: 27,4 % — особи молодші 18 років, 61,3 % — особи у віці 18—64 років, 11,3 % — особи у віці 65 років та старші. Медіана віку мешканця становила 38,3 року. На 100 осіб жіночої статі у місті припадало 104,4 чоловіків;  на 100 жінок у віці від 18 років та старших — 107,9 чоловіків також старших 18 років.
Середній дохід на одне домашнє господарство  становив 69 346 доларів США (медіана — 64 821), а середній дохід на одну сім'ю — 81 580 доларів (медіана — 76 250). Медіана доходів становила 61 875 доларів для чоловіків та 36 667 доларів для жінок. За межею бідності перебувало 11,4 % осіб, у тому числі 8,8 % дітей у віці до 18 років та 2,5 % осіб у віці 65 років та старших.
Цивільне працевлаштоване населення становило 276 осіб. Основні галузі зайнятості: освіта, охорона здоров'я та соціальна допомога — 28,6 %, транспорт — 11,6 %, роздрібна торгівля — 10,5 %, виробництво — 10,5 %.